# Жерар Кальви
Жера́р Кальви́ (фр. Gérard Calvi, настоящее имя Грегуа́р Эли́ Креттли́ фр. Grégoire Élie Krettly; 26 июля 1922, Париж — 20 февраля 2015, там же) — французский композитор и дирижёр, автор музыки к многочисленным кинофильмам, мюзиклам и комическим операм.

## Биография
Сын виолончелиста Робера Кретли. Окончил Парижскую Высшую национальную консерваторию музыки и танца, в 1945 году был удостоен Римской премии.
Автор музыки к мюзиклам «Бранкиньоль» (1948), «Дугуду» (1951), «Прекрасные вакханки», «Летящая юбка», «Перо моей тёти» (ставился в Лондоне и Нью-Йорке), «Толстый вальс», «В компании Макса Линдера» (1963), «Всем молчать!» (1971).
Среди пьес, к постановкам которых Кальви написал музыку, — «Малиновая полька» (1961, музыкальная комедия по Марселю Аршару), «Пуф» (1973, комедия-балет по Арману Салакру, «Дебош» (1973, по Марселю Аршару), «Табло» (1975, музыкальная комедия по Эжену Ионеско, «Трафальгар» (1975, в соавторстве), «Любовь женщины» (1983, в соавторстве), «Мелодия театральных кресел» (1986, в соавторстве), «Невинные» (музыкальный спектакль на стихи Рене де Обалдиа), «Лысая певица» (2009, по Эжену Ионеско).
Автор музыки к двум десяткам кинофильмов, среди которых комедии «Ах! Эти прекрасные вакханки», «Прекрасная американка», «Цепная реакция» и «Маленький купальщик» с Луи де Фюнесом, «Чёрный тюльпан» с Аленом Делоном, мультфильмы «Астерикс из Галлии», «Астерикс и Клеопатра» и «Двенадцать подвигов Астерикса».
Кальви также известен тем, что сочинил музыку к песне Эдит Пиаф «Узник башни» (фр. Le prisonnier de la tour).

## Общественная деятельность
- Жерар Кальви также известен как большой сторонник неукоснительного соблюдения авторских прав, в том числе, прав композиторов. Активно работает во французском Обществе авторов, композиторов и издателей (SACEM), где занимает пост администратора (с 1973), вицу-президента (1975), президента (1978—80, 1982—84, 1986—88, 1990—92, 1994—96, поочерёдно с Пьером Деланоэ). С 1996 года — почётный президент этой организации[1][3][5].
- Президент (1982—1997), затем — почётный президент Национального музыкального комитета.
- Президент (1979—1984), затем — почётный президент Национальной академии оперетты.
- Президент Академии имени Иоганна-Себастьяна Баха[1].

## Награды
- Офицер Ордена Почётного легиона.
- Офицер Ордена Искусств и литературы[1].